# 베치콘
베치콘(Wetzikon)은 스위스 취리히고원 지역, 취리히주의 힌빌구에 있는 작은 마을이다.

## 역사
Wezzicon이라는 이름에 관한 가장 오래된 현존 문서는 "Wezzinchova"의 세 귀족이 언급된 1044년의 것이다. 그 전에 마을과 성은 Ratpoldskilch라는 이름으로 알려졌다. 더 오래된 역사는 로벤하우젠(Robenhausen)의 선사시대 말뚝 주거지와 켐프텐(Kempten)의 로마 빌라 루스티카 발굴로 알려져 있다.

## 지리
베치콘의 면적은 16.7k㎡이다. 이 면적 중 42.4%는 농업용으로 사용되며, 17.6%는 산림이다. 나머지 토지 중 27.9%는 정착지(건물 또는 도로)이고, 나머지(12.1%)는 불모지(하천, 호수 및 비생산적인 초목)이다. 1996년에는 주택과 건물이 전체 면적의 20%를 차지했고 교통 인프라가 나머지(7.9%)를 차지했다. 전체 비생산 지역 중 물(하천 및 호수)이 면적의 3.3%를 차지했다. 2007년 현재 전체 시가지의 30.5%가 어떤 형태로든 건설되고 있다.
우스터와 라퍼스빌-요나 사이의 취리히고원에 있는 페피콘 호수 근처에 있다.
로벤하우저 리드 습지는 국가적으로 중요한 자연 보호 구역으로 제그레벤, 켐프텐 및 이르겐하루젠 사이에 있으며 면적은 약 2k㎡이다.

## 인구 통계
베치콘의 인구(2020년 12월 31일 기준)는 25,056명이다. 2007년 기준으로 전체 인구의 22.1%가 외국인이다. 2008년 기준으로 인구의 성별 분포는 남성 49.2%, 여성 50.8%이다. 지난 10년 동안 인구는 18.8%의 비율로 증가했다. 인구의 대부분(2000년 기준)은 독일어(83.8%)를 사용하며, 이탈리아어가 두 번째로 많이 사용(5.7%)되고, 알바니아어가 세 번째(1.9%)로 사용된다.
| 국적         | 2010년 말 | 2011년 말 |
| ------------ | --------- | --------- |
| 스위스       | 76,8 %    | 76,5 %    |
| 이탈리아     | 5,5 %     | 5,2 %     |
| 독일         | 3,9 %     | 3,9 %     |
| 포르투갈     | 2,4 %     | 2,6 %     |
| 튀르키예     | 1,7 %     | 1,7 %     |
| 세르비아     | 1,8 %     | 1,7 %     |
| 코소보       | 1,2 %     | 1,4 %     |
| 북마케도니아 | 1,1 %     | 1,1 %     |

2007년 선거에서 가장 인기 있는 정당은 37.6%의 득표율을 기록한 SVP였다. 다음으로 가장 인기 있는 3개 정당은 SPS (16.1%), CSP (12.2%), 녹색당 (10.5%)이었다.
인구의 연령분포(2000년 기준)는 어린이와 청소년(0~19세)이 전체 인구의 23.1%, 성인(20~64세)이 62%, 노인(64세 이상)이) 15%를 차지한다. 웨지콘에는 7,929세대가 있다.

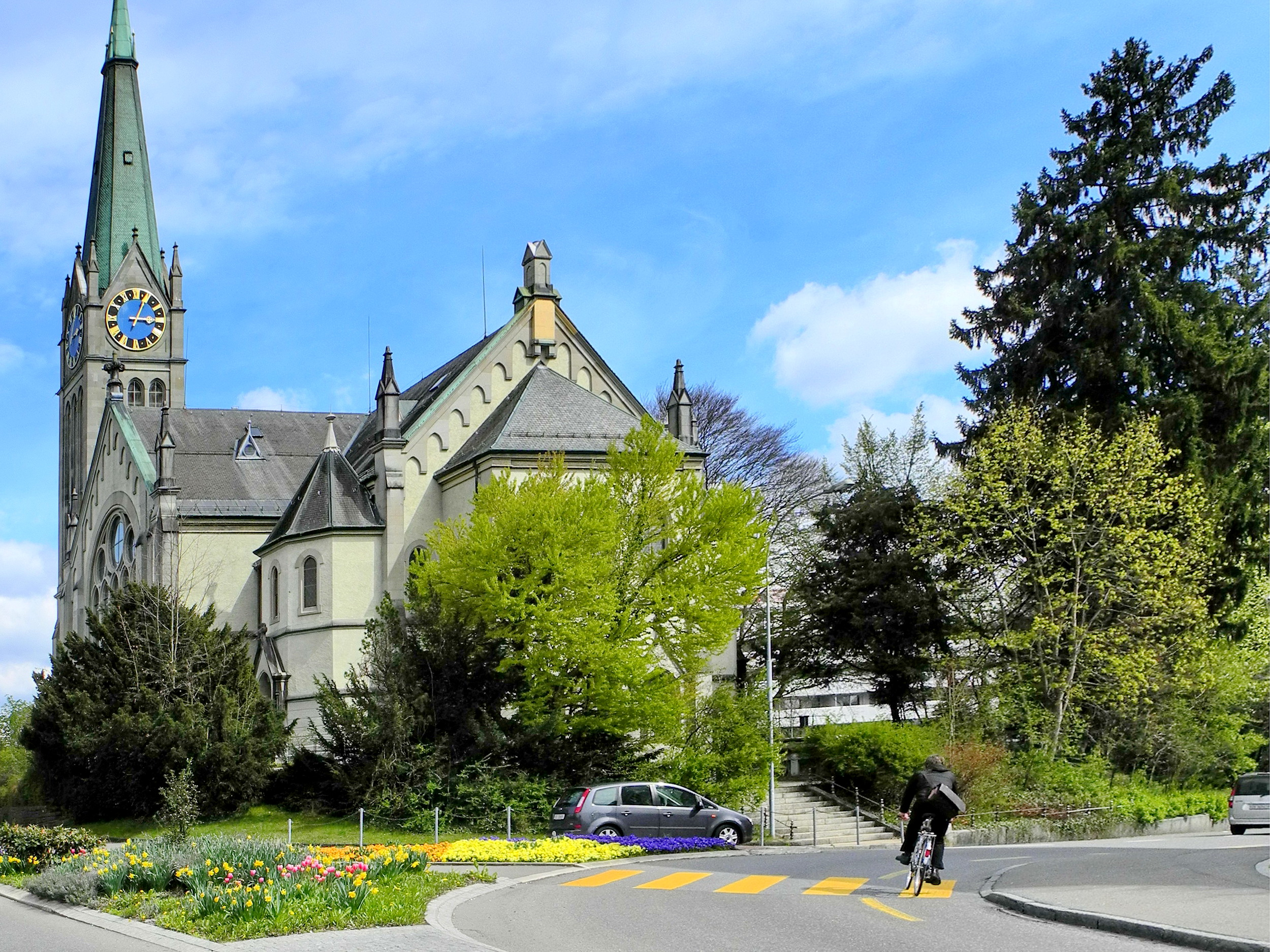
베치콘의 개혁 교회

2008년 현재 베치콘에는 6,385명의 가톨릭 신자와 7,772명의 개신교 신자가 있다. 2000년 인구 조사에서 종교는 몇 가지 더 작은 범주로 분류되었다. 2000년 인구 조사에서 45%는 일종의 개신교였으며, 40.3%는 스위스 개혁 교회에, 4.7%는 다른 개신교 교회에 속했다. 인구의 31.3%가 가톨릭 신자였다. 나머지 인구 중 6.5%는 이슬람교도, 8.7%는 다른 종교(목록에 없음), 3.6%는 무종교, 10.6%는 무신론자 또는 불가지론자였다.

## 경제와 교육
스위스 독일어로 칸티로 불리는 체육관 레벨 학습 기관 KZO(Kantonschule Würcher Oberland)는 취리히고원의 중심지인 베치콘에 본부를 두고 있으며, 매년 ZOM 무역 박람회를 개최하고 있다.
지역 병원인 의료 기관인 취리허 오버란트도 그곳에 있다.
베치콘의 실업률은 2.9%이다. 2005년 기준으로 1차 경제 부문에 134명이 고용되어 있으며 이 부문에 약 41개 기업이 참여하고 있다. 3,486명이 2차 부문에 고용되어 있고 이 부문에 255개의 기업이 있다. 7,054명이 3차 부문에 고용되어 있으며 이 부문에는 838개의 기업이 있다. 2007년 기준 노동인구의 43.8%가 상근직이고 56.2%가 시간제직이다.
베치콘에서는 인구의 약 69.4%(25-64세)가 비필수 고등교육 또는 추가 고등교육(대학 또는 응용학문대학)을 완료했다.

## 세계 유산
야콥 메시코머가 발견하고 조사한 로벤하우젠 습지의 선사 시대 정착지 베치콘–로벤하우젠은 유네스코 세계문화유산인 알프스 주변의 선사시대 말뚝 주거지의 일부이다.

## 교통
시정촌 내에는 두 개의 기차역이 있다. 베치콘역은 S3, S14, S15 및 S5 라인에 있는 취리히 S-반의 한 지점이다. 켐프텐역은 S3 라인에만 있다. 마을은 취리히 중앙역에서 차로 20분(S5) 거리에 있다. 또한 담프반-버라인 취리허 오버란트(Dampfbahn-Verein Zürcher Oberland) 유산 철도는 에텐하우젠-엠베츨루에서 계절 여행 서비스를 제공한다.